# Kévin Tillie
Pour les articles homonymes, voir Tillie.
Kévin Tillie, né le 2 novembre 1990 à Cagnes-sur-Mer, dans les Alpes-Maritimes, est un joueur international français de volley-ball qui joue réceptionneur-attaquant.
Passé par l'US Cagnes, le Centre national de volley, le Canada et les États-Unis durant sa formation, Kévin commence sa carrière à Ravenne en Italie en 2013, avant de rejoindre Izmir en Turquie en 2014, Kedzierzyn-Kozle en Pologne l’année suivante, puis de découvrir Pékin en 2017, avant de revenir en Italie, à Modène, en 2018. Il retourne en Pologne, à Varsovie, en 2019, et finalement signer à Top Volley Latina. En 2021, il découvre le Championnat de France avec le Tours VB.
Avec l'équipe de France, il est vainqueur de la Ligue mondiale 2015 et du championnat d'Europe 2015. Il remporte la médaille d’or aux Jeux olympiques de Tokyo 2020, alors que son père est entraineur de l'équipe.

## Biographie

### Enfance et famille sportive
|     |     |     |     |          |          | Guy      | Guy      | Guy      | Guy      | Guy   | Guy   |         |         |         |         |         |         | Grand-mère | Grand-mère | Grand-mère | Grand-mère | Grand-mère | Grand-mère |         |         |
|     |     |     |     |          |          | Guy      | Guy      | Guy      | Guy      | Guy   | Guy   |         |         |         |         |         |         | Grand-mère | Grand-mère | Grand-mère | Grand-mère | Grand-mère | Grand-mère |         |         |
|     |     |     |     |          |          |          |          |          |          |       |       |         |         |         |         |         |         |            |            |            |            |            |            |         |         |
|     |     |     |     |          |          |          |          |          |          |       |       |         |         |         |         |         |         |            |            |            |            |            |            |         |         |
|     |     |     |     | Caroline | Caroline | Caroline | Caroline | Caroline | Caroline |       |       | Laurent | Laurent | Laurent | Laurent | Laurent | Laurent |            |            | Patrice    | Patrice    | Patrice    | Patrice    | Patrice | Patrice |
|     |     |     |     | Caroline | Caroline | Caroline | Caroline | Caroline | Caroline |       |       | Laurent | Laurent | Laurent | Laurent | Laurent | Laurent |            |            | Patrice    | Patrice    | Patrice    | Patrice    | Patrice | Patrice |
|     |     |     |     |          |          |          |          |          |          |       |       |         |         |         |         |         |         |            |            |            |            |            |            |         |         |
|     |     |     |     |          |          |          |          |          |          |       |       |         |         |         |         |         |         |            |            |            |            |            |            |         |         |
| Kim | Kim | Kim | Kim | Kim      | Kim      |          |          | Kévin    | Kévin    | Kévin | Kévin | Kévin   | Kévin   |         |         | Killian | Killian | Killian    | Killian    | Killian    | Killian    |            |            |         |         |

Kévin Tillie est issue d'une grande famille de sportifs. Son grand-père Guy est international français de volley-ball. Guy a deux fils, Laurent, père de Kévin et aussi volleyeur international français à 406 reprises, finaliste de la Ligue mondiale en 2006 puis sélectionneur de l'équipe de France, et Patrice, oncle de Kévin et joueur international de water-polo. Laurent se marie à Caroline Keulen, internationale néerlandaise de volley-ball,. Le couple a trois fils : Kim, Kévin et Killian (du plus au moins âgé). Les deux frères de Kévin deviennent joueurs professionnels de basketball,.
Kévin naît le 2 novembre 1990 à Cagnes-sur-Mer et apprend à marcher en Italie, où son père Laurent est joueur. À un an, Kévin maîtrise les bases de trois langues : italien, néerlandais et français. Kévin commence le volley-ball à l'US Cagnes de 2004 à 2007, où la famille vit. Kévin se souvient fin 2015 : « J'ai aussi fait beaucoup de basket au début. Mais j'étais le plus petit de mon équipe, et j'évoluais au poste de meneur. Finalement, je me suis tourné vers le volley, avec un groupe de copains ». Il rejoint ensuite le Centre national de volley-ball de 2007 à 2008, avec qui il évolue en Ligue B à 17-18 ans.
Souhaitant fuir les comparaisons à son père, Kévin part pour l'Amérique du Nord, comme son grand-frère Kim, et le Canada. Pendant deux ans, à l'université de Thompson Rivers University près de Vancouver, Kévin franchit un premier palier sur le plan physique.
Puis il rejoint les États-Unis dont il se souvient : « J'ai eu beaucoup de temps de jeu. Cela s'est très bien passé et j'ai pu créer mon propre style. J'ai donc pu progresser physiquement ». Il bénéficie aussi de l'apport du coach de la sélection américaine à l'Université de Californie à Irvine. Menant de front études de sociologie et volley, il remporte deux titres NCAA avec les Anteaters de l'UC Irvine en 2012 et 2013,.

### Volleyeur professionnel à l'étranger

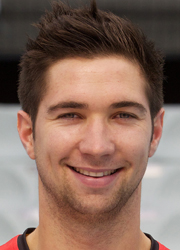
Kévin Tillie en 2013.

Après ses années de formation nord-américaines, Kévin Tillie signe son premier contrat professionnel au sein du Porto Ravenne Volley.
Pour la saison 2014-2015, Tillie rejoint la Turquie et le club d'Arkas Spor,.
En 2015-2016, Kévin devient joueur du ZAKSA Kędzierzyn-Koźle en Pologne où il retrouve son compatriote Benjamin Toniutti croisé à Ravenne. Kévin déclare : « J’avais encore un an de contrat, mais le championnat turc ne me plaisait guère. Zaksa nous a proposé de nous prendre tous les deux ». Avec leur équipe, les deux français dominent la saison régulière de la PlusLiga, le championnat de Pologne, et remporte la finale face à son dauphin Resovia.
Au début de la saison 2016-2017, Kévin est écarté trois mois des terrains après les JO 2016 à Rio. Le joueur de vingt-six ans subit deux injections de plasma enrichi pour soigner ses inflammations à répétition aux genoux.
Lors de l'été 2017, Kévin Tillie cherche à retrouver son meilleur niveau après trois opérations (une à chaque genou et à l'épaule gauche) dont il se remet au CREPS d'Antibes.
En octobre 2017, Kévin s'engage pour la saison avec l'équipe de Pékin, le Beijing BAIC Motor (en), qui rachète son contrat au club polonais de Jastrzebski. Cette opportunité financière de plusieurs centaines de milliers d'euros est difficile à refuser et, de plus, lui donne la possibilité d'arriver en forme pour la sélection nationale à l'été 2018. En février 2019, Tillie remporte la saison régulière chinoise avec Pékin. Comme l'année précédente, le réceptionneur français de vingt-huit ans défie Shanghai en finale.
Le mois suivant, Kevin Tillie s'engage avec Modène pour la fin de saison 2018-2019. Le club est alors qualifié pour les play-offs du Championnat italien.
À l'été 2019, le réceptionneur-attaquant de l'équipe de France s'engage pour deux ans avec Varsovie, vice-champion de la PlusLiga. Il y retrouve le passeur des Bleus Antoine Brizard.
En avril 2020, il signe un contrat avec le club italien Top Volley Cisterna. Mais son équipe termine à la dernière place en saison régulière, avec 20 défaites en 22 rencontres, et une antépénultième place lors des matchs de classement 5eme-12eme.
À l'intersaison 2021, Kévin Tillie rejoint le Tours Volley-Ball pour les deux saisons suivantes et découvre pour la première fois de sa carrière le Championnat de France. Il déclare vouloir revenir en France pour que sa fille d'un an y grandisse sans pour autant être en pré-retraite. Il choisit Tours comme « l'un des clubs les plus prestigieux en France, mais aussi en Europe. C'est un club très structuré et bien organisé ».

### En équipe de France
Kévin Tillie est champion d'Europe junior en 2009 avec l'équipe de France.
En 2012, à 21 ans, Kévin Tillie devient la troisième génération de sa famille à devenir international français de volley, après son grand-père Guy et son père Laurent. Ce dernier devient sélectionneur de l'équipe de France senior quelques mois plus tard, à l'été 2012, et les deux hommes évoluent côte à côte en sélection, jusqu'en 2021.

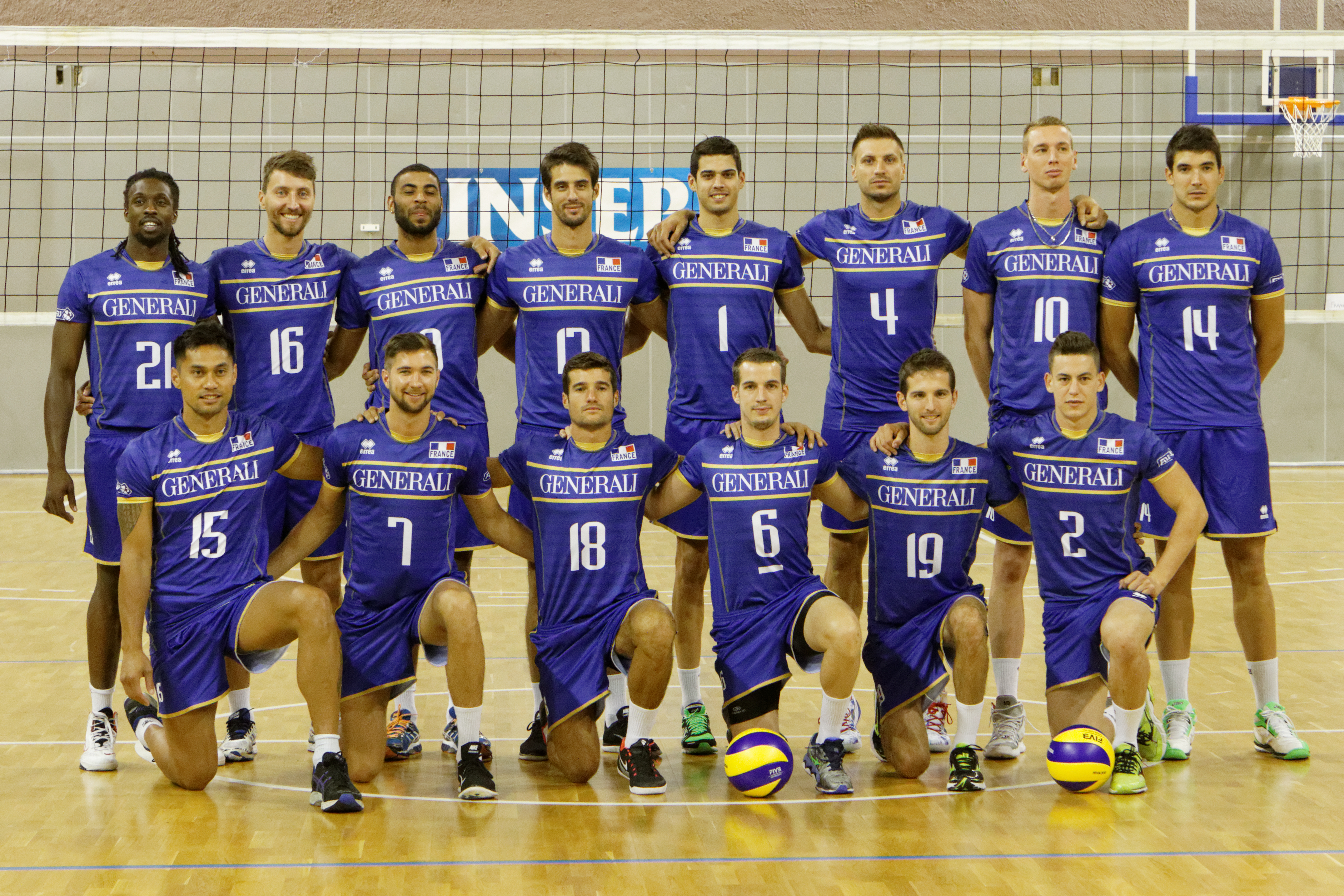
Kévin Tillie (n°7) et les Bleus avant le Mondial 2014.

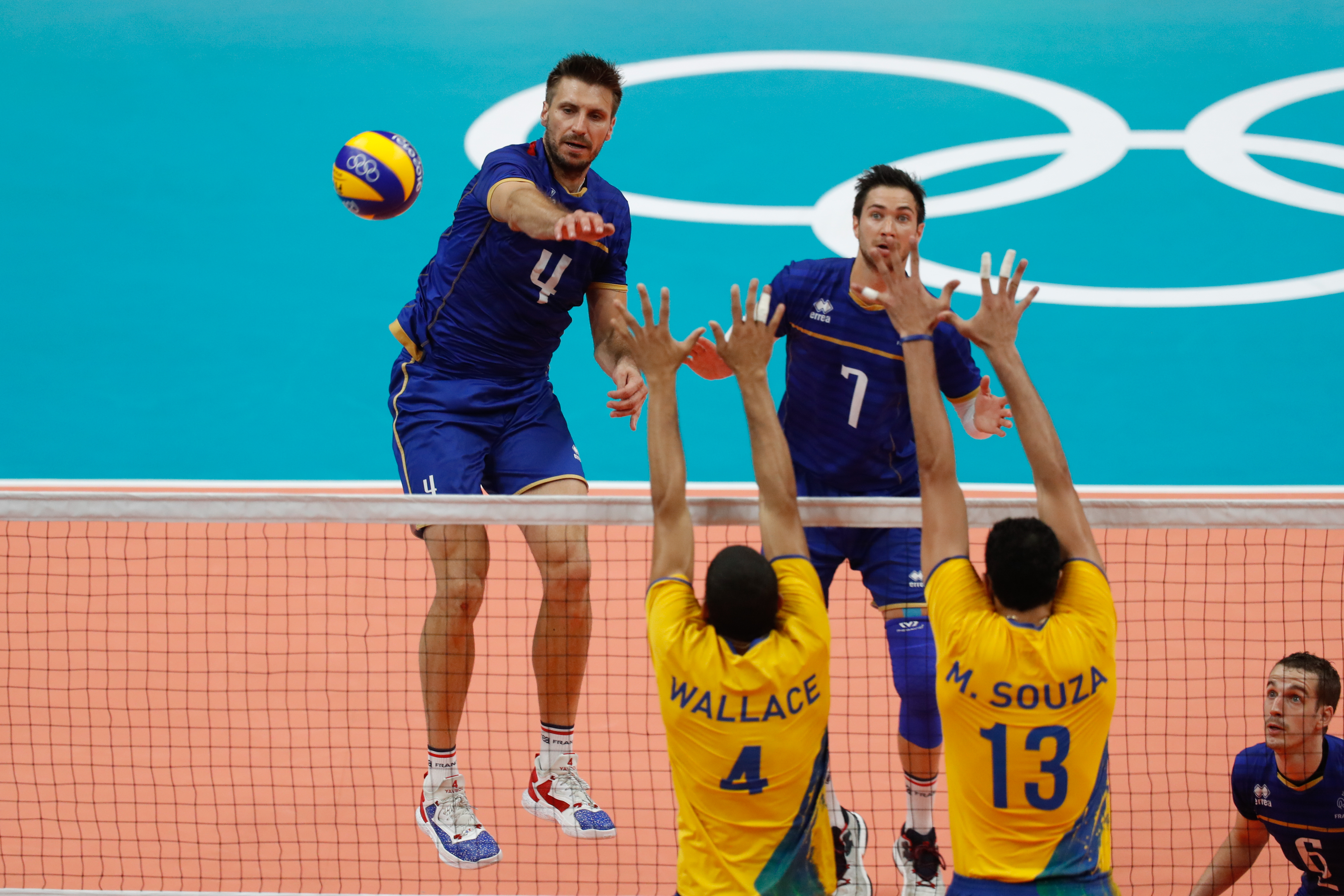
Tillie (n°7) en Bleu aux JO de Rio en 2016.

Kévin Tillie est retenu pour le Mondial 2014 en Pologne. Qualifiés pour la troisième phase, les Bleus perdent en demi-finale puis le match pour la troisième place.
Kévin devient titulaire à part entière au cours de l’été 2015, grâce notamment à la qualité de sa réception et de son service flottant. Lors de cette année, Tillie et la Team Yavbou remportent le doublé Ligue mondiale - Euro. Lors de ce dernier, il est en concurrence avec Nicolas Maréchal.
Kévin Tillie est retenu pour les JO 2016 à Rio.
Privé d’équipe de France une grande partie de la saison 2017 après des opérations à l’épaule gauche et aux genoux, Kévin réintègre le groupe France en 2018. Il participe à la Volleyball Nations League, perdue en finale, puis à l'EuroVolley 2019 en France, terminée à la quatrième place.
Kévin Tillie et les Bleus remportent le premier titre olympique du volley français à l'été 2021 lors des JO de Tokyo. Durant la finale remportée face aux Russes, Kevin Tillie ne rentre que deux fois en jeu pour servir et ne joue pas beaucoup plus du reste de la compétition. Ce sacre met fin à neuf ans de cohabitation avec son père Laurent en tant que sélectionneur.
Kévin fait ensuite une impasse sur l'Euro 2021, en déclinant une sélection pour la première fois de sa carrière, pour profiter de sa famille qu'il a peu vue à cause du contexte sanitaire.
Présent lors du Mondial 2022, il se distingue lors de la victoire française au premier tour contre la Slovénie. Il se blesse à la voûte plantaire droite lors du huitième de finale remporté contre le Japon, ce qui le contraint à renoncer à participer à la suite de la compétition.

## Style de jeu
Kévin Tillie est loué grâce notamment à la qualité de sa réception et de son service flottant. Il évolue au poste de réceptionneur-attaquant et est jugé complet, que ce soit en réception, en défense, à l'attaque ou au bloc.

## Statistiques
| Saison    | Club                | Championnat | Championnat | Championnat | Championnat | Coupe d'Europe | Coupe d'Europe | Coupe d'Europe | Coupe d'Europe | France | France | France |
| Saison    | Club                | Division    | M           | Pts         | Moy.        | Nom            | M              | Pts            | Moy.           | M      | Pts    | Moy.   |
| --------- | ------------------- | ----------- | ----------- | ----------- | ----------- | -------------- | -------------- | -------------- | -------------- | ------ | ------ | ------ |
| 2013-2014 | PRC Ravenne         | D1          | 21          | 263         | 12,5        |                |                |                |                |        |        |        |
| 2014-2015 | Arkasspor Izmir     | D1          |             |             |             | C2             |                |                |                |        |        |        |
| 2015-2016 | Kedzierzyn-Kozle    | D1          |             |             |             |                |                |                |                |        |        |        |
| 2016-2017 | Kedzierzyn-Kozle    | D1          |             |             |             | C1             |                |                |                |        |        |        |
| 2017-2018 | BAIC Motor Pékin    | D1          |             |             |             |                |                |                |                |        |        |        |
| 2018-2019 | BAIC Motor Pékin    | D1          |             |             |             |                |                |                |                |        |        |        |
| 0000-2019 | Modène Volley       | D1          | 3           | 9           | 3,0         |                |                |                |                |        |        |        |
| 2019-2020 | ONICO Varsovie      | D1          |             |             |             | C1             |                |                |                |        |        |        |
| 2020-2021 | Top Volley Cisterna | D1          | 20          | 127         | 6,4         |                |                |                |                |        |        |        |
| 2021-2022 | Tours VB            | D1          |             |             |             | C1             |                |                |                |        |        |        |

## Palmarès

### En équipe nationale

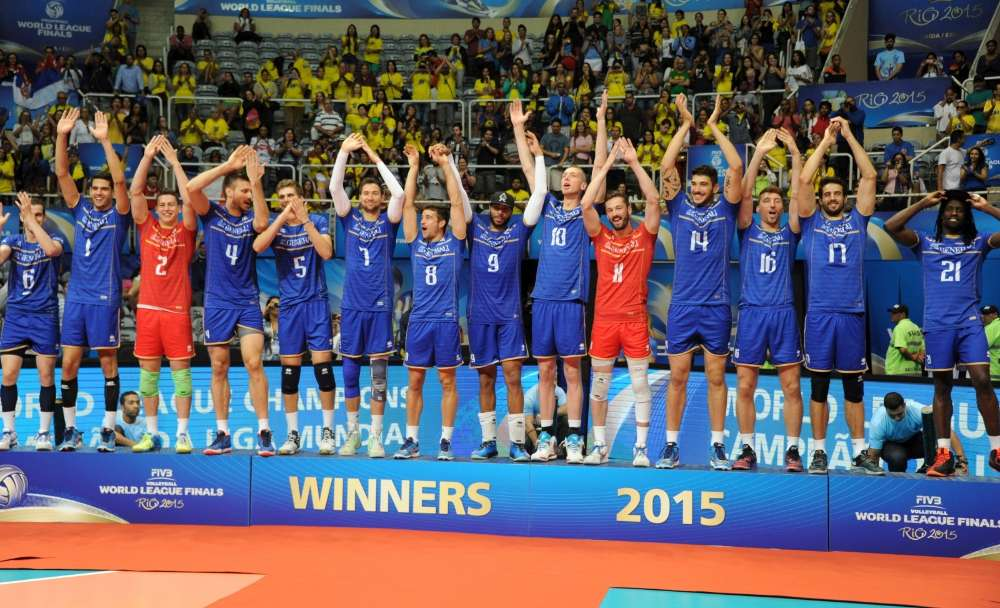
Tillie (n°7) et les Bleus, vainqueurs de la Ligue mondiale 2015.

En équipe de France, Kévin Tillie est d'abord quatrième des Mondiaux 2014. Il est ensuite vainqueur de la Ligue mondiale et champion d’Europe en 2015 puis 3e de la Ligue mondiale 2016 et second de la Ligue des nations 2018. En 2021, il participe au premier titre olympique du volley-ball français.
| Mondial | Continental                                                       | Jeune                                              |
| --- | ----------------------------------------------------------------- | -------------------------------------------------- |
| - Jeux olympiques (2) - Champion : 2024 - Champion : 2020 - Ligue mondiale (1) - Vainqueur : 2015. - Troisième : 2016. - Ligue des nations - Vainqueur : 2022, 2024 - Finaliste : 2018. - Troisième : 2021. - Mémorial Hubert Jerzy Wagner (en) - Finaliste : 2017. - Troisième : 2015, 2018. | - Championnat d'Europe (1) - Vainqueur : 2015. - Quatrième : 2019 | - Championnat d'Europe U21 (1) - Vainqueur : 2008. |

### En club
En club, Kévin est double-champion NCAA en 2012 puis 2013. Il remporte ensuite les titres de Turquie 2015 avec Izmir, de Pologne en 2016 et 2017 avec Kedziernyn-Kozle. Il est aussi deux fois vice-champion de Chine avec le club de Pékin en 2018 et 2019.
| États-Unis                                       | Chine                                            | Italie                                                 | Pologne | Turquie                                                                                 |
| ------------------------------------------------ | ------------------------------------------------ | ------------------------------------------------------ | --- | --------------------------------------------------------------------------------------- |
| - Championnat NCAA (2) - Vainqueur : 2012, 2013. | - Championnat de Chine - Finaliste : 2018, 2019. | - Supercoupe d'Italie (1) - Vainqueur : 2019 (Modène). | - Championnat de Pologne (2) - Vainqueur : 2016, 2017 (Kedzierzyn-Kozle). - Finaliste : 2020 (Varsovie). - Coupe de Pologne (1) - Vainqueur : 2017 (Kedzierzyn-Kozle). - Finaliste : 2016 (Kedzierzyn-Kozle). - Supercoupe de Pologne - Finaliste : 2020 (Varsovie). | - Championnat de Turquie (1) - Vainqueur : 2015. - Coupe de Turquie - Finaliste : 2015. |

### Distinctions individuelles
- 2017 : Coupe de Pologne - Meilleur réceptionneur.

## Décorations
- Chevalier de la Légion d'honneur (2021)[29], remise par Denis Masseglia, ancien président du Comité national olympique et sportif français à Montpellier le 5 juin 2023[30]
- Officier de l'ordre national du Mérite (2024)[31]